# Монтанаро
Монтанаро (итал. Montanaro) — коммуна в Италии, располагается в регионе Пьемонт, в провинции Турин.
Население составляет 5431 человек (2008 г.), плотность населения составляет 271 чел./км². Занимает площадь 20 км². Почтовый индекс — 10017. Телефонный код — 011.
В коммуне 15 августа особо празднуется Успение Пресвятой Богородицы.

## Демография
Динамика населения:

## Города-побратимы
- Кьюза-Склафани, Италия

## Администрация коммуны
- Официальный сайт: http://www.comune.montanaro.to.it